# Marian Needham
Marian Needham (verheiratete Jones; * 9. September 1941) ist eine ehemalige britische Weitspringerin.
1958 wurde sie für England startend bei den British Empire and Commonwealth Games in Cardiff Sechste.
Ihre persönliche Bestleistung von 6,02 m stellte sie am 4. Juli 1959 in London auf.